# IBSA-Dialogforum

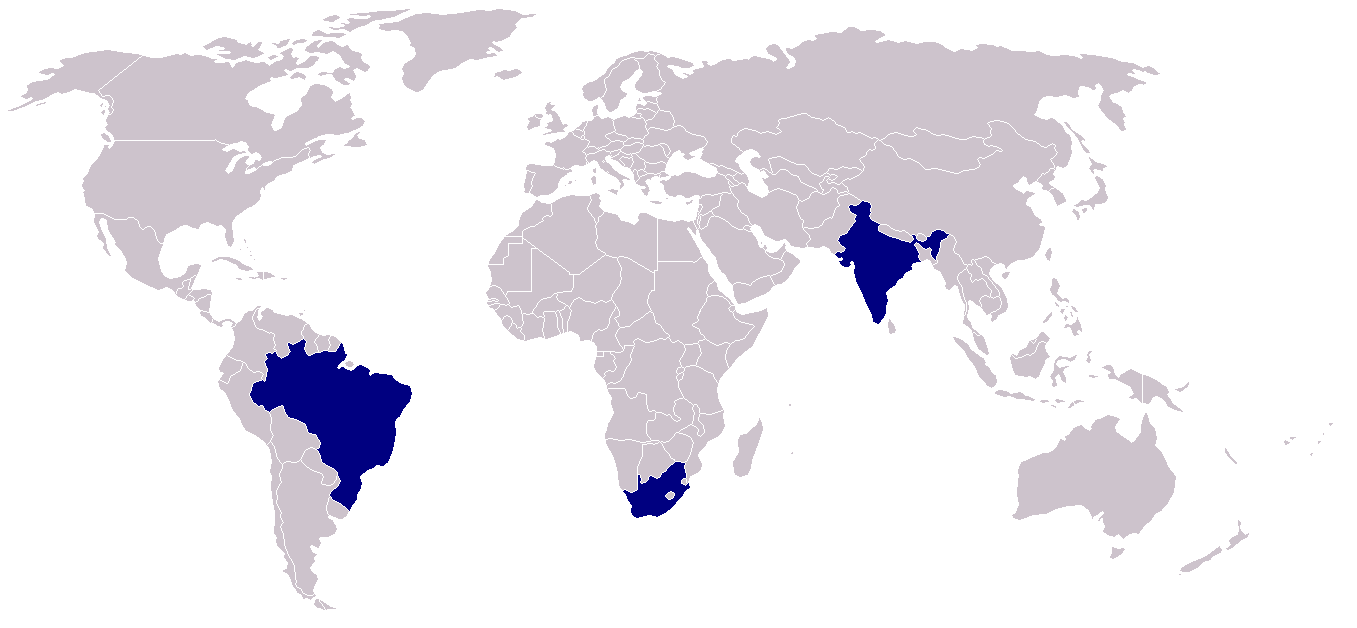
Indien, Brasilien und Südafrika

Das IBSA-Dialogforum (englisch IBSA Dialogue Forum, portugiesisch Fórum de Diálogo IBAS) ist ein Koordinierungsmechanismus der drei Schwellenländer Indien, Brasilien und Südafrika. Auf dieser Plattform erörtern die drei Staaten Möglichkeiten der Zusammenarbeit u. a. in den Bereichen der Landwirtschaft, des Handels, der Kultur und der Verteidigung.
Alle drei Länder sind marktwirtschaftlich orientierte Demokratien mit großer Einwohnerzahl und großer kultureller und ethnischer Vielfalt. Sie sind Führungsmächte in ihrer jeweiligen Weltregion: Indien in Südasien, Brasilien in Südamerika, Südafrika im südlichen Afrika.

## Entwicklung und Ziele

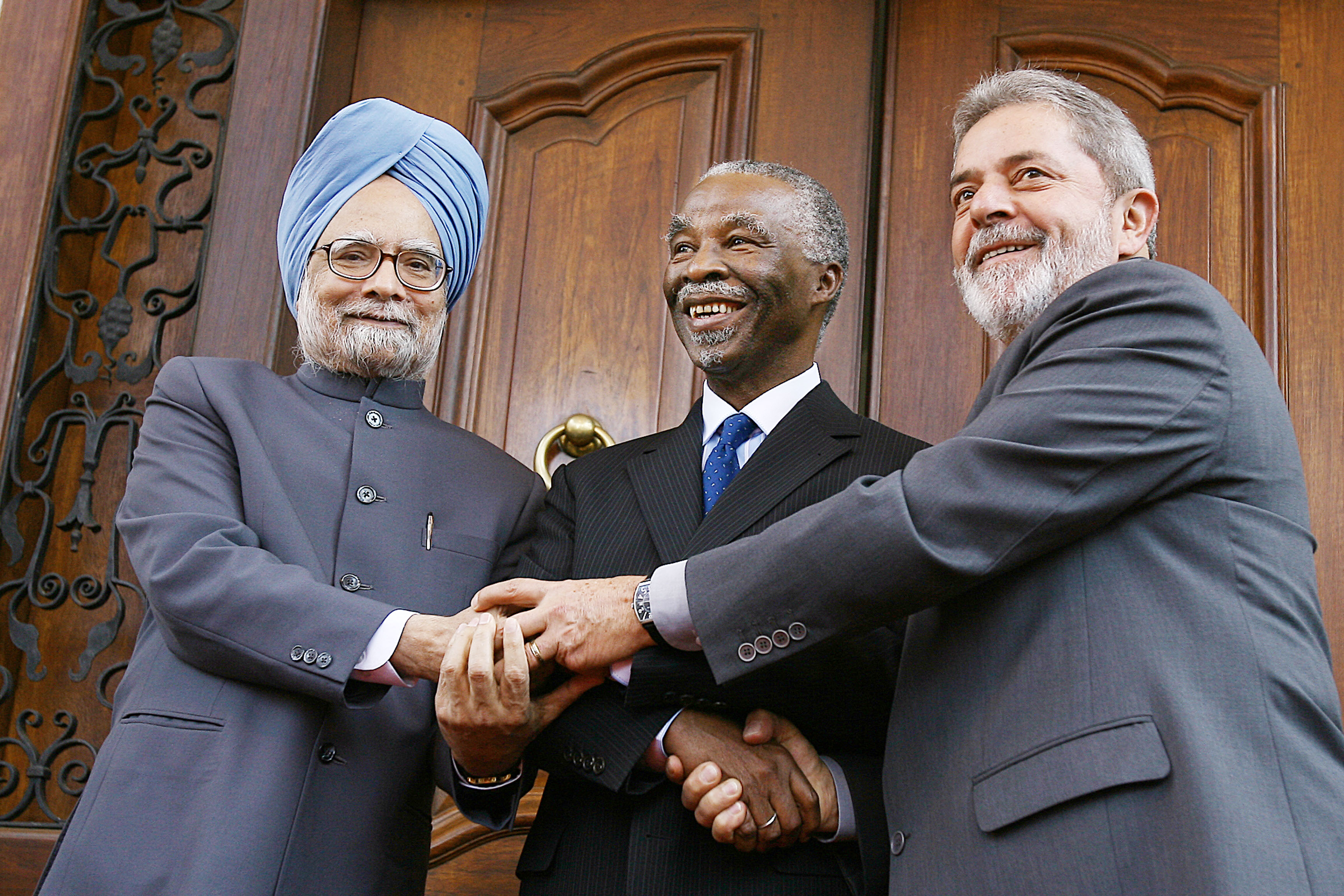
IBSA-Gipfeltreffen 2007 in Pretoria: Manmohan Singh, Thabo Mbeki und Luiz Inácio Lula da Silva (v. l. n. r.)

Den Beschluss zur Gründung des IBSA-Dialogforums fassten die Außenminister Celso Amorim (Brasilien), Yashwant Sinha (Indien) und Nkosazana Dlamini-Zuma (Südafrika) am 6. Juni 2003 in Brasília. In einer „Deklaration von Brasilia“ bekannten sie sich – in Abgrenzung zur Volksrepublik China – zu Demokratie, Frieden und Menschenrechten. Seitdem kommen die Außen-, Verteidigungs- und Handelsminister regelmäßig zu Konsultationen zusammen. 2006, 2007, 2008, 2010, 2011 fanden Gipfeltreffen der Staats- und Regierungschefs statt. Der sechste Gipfel wurde seit 2013 mehrfach verschoben. Er sollte ursprünglich in Indien stattfinden und wurde 2017 im südafrikanischen Durban abgehalten.
Die drei Südmächte eint das Bestreben, ihre Stellung als Repräsentanten ihrer jeweiligen Weltregion in internationalen Gremien wie dem Sicherheitsrat der Vereinten Nationen zu verbessern. Des Weiteren stimmen sie ihr Vorgehen in der Welthandelsorganisation mit dem Ziel ab, einerseits der Exportwirtschaft freien Zugang zu den Weltmärkten zu sichern und andererseits heimische Wirtschaftszweige vor ruinöser Konkurrenz aus dem Ausland zu schützen.

## IBSAMAR
Im Rahmen der Verteidigungszusammenarbeit der drei Länder fanden vom 2. bis 16. Mai 2008 (IBSAMAR I), im September 2010 (IBSAMAR II), vom 10. bis 26. Oktober 2012 (IBSAMAR III), vom 20. Oktober bis 7. November 2014 (IBSAMAR IV) und vom 19. bis 29. Februar 2016 (IBSAMAR V) gemeinsame Übungen zwischen den Marinen Brasiliens, Südafrikas und Indiens statt.
Im Oktober 2022 fand IBSAMAR VII ohne der Beteiligung von Brasilien vor der südafrikanischen Seeküste statt.